# BLUE ROSE (春奈るなの曲)
「BLUE ROSE」（ブルーローズ）は、春奈るなの5作目の配信限定シングル。2022年5月2日に各配信サイトで配信された。

## 概要
春奈るなの5番目の配信限定シングルとして配信された。販売形態は電子配信のみである。
「BLUE ROSE」は、スマートフォン向けRPG『メメントモリ』のキャラクター「コルディ」のラメント（キャラクター専用曲）として、2022年2月7日に、YouTubeで公開された。「コルディ」のCV担当は洲崎綾である。その後、約3か月後に配信されることになった。
春奈るなコメント
私の楽曲のなかではとても珍しい、民族楽器が鳴り響く楽曲「BLUE ROSE」。どこか物憂げで儚げで、けれど芯の通った強い意志を感じられる楽曲になっています。青い薔薇の花言葉が「不可能」から「奇跡」へと変化を遂げたように、コルディの明日や未来が、希望へと変わるように願いながらこの歌を歌わせて頂きました。どうかあなたの心にこの曲が届きますように！

## 収録曲
| #         | タイトル      | 作詞                                 | 作曲・編曲                           | 時間 |
| --------- | ------------- | ------------------------------------ | ------------------------------------ | ---- |
| 1.        | 「BLUE ROSE」 | 株式会社バンク・オブ・イノベーション | 株式会社バンク・オブ・イノベーション | 3:41 |
| 合計時間: | 合計時間:     | 合計時間:                            | 合計時間:                            | 3:41 |